# Tetroxid de diazot
Tetraoxidul de azot, denumit în mod obișnuit tetroxid de dinitrogen, este un compus chimic cu forumla chimică N2O4. Este un reactiv util în sinteza chimică. Acesta formează un amestec de echilibru chimic cu dioxidul de azot.
Tetraoxidul de azot este un agent oxidant puternic în care este hipergolic (reacționează în mod spontan) la contactul cu diferite derivate de hidrazină, ceea ce a făcut ca perechea să fie un cuplu propergol agent oxidant comun pentru rachete.

## Proprietăți
Din această cauză, tetroxidul de azot poate fi caracterizat drept două grupări nitro (-NO2) legate împreună. Formează un amestec de echilibru cu dioxidul de azot. Molecula este plană cu o distanță de legătura N-N de 1,78 Å și distanțe N-O de 1,19 Å. Distanța N-N corespunde unei legături slabe, deoarece este semnificativ mai lungă decât lungimea medie a legăturii simple N-N de 1,45.
Spre deosebire de NO2, N2O4 este diamagnetic deoarece nu are electroni neatașați. Lichidul este însă incolor, dar poate să apară ca lichid galben maroniu, datorită prezenței NO2 în conformitate cu următorul echilibru chimic:
N2O4 ⇌ 2 NO2
Temperaturile ridicate produc deplasarea echilibrului spre dioxidul de azot. Inevitabil faptului că un anumit tetroxid de azot este o componentă a smog-ului care conține dioxid de azot.

## Obținere
Tetraoxidul de azot este obținut prin oxidarea catalitică a amoniacului: deci aburul este utilizat ca diluant pentru a reduce temperatura de ardere. În prima etapă, amoniacul este oxidat la monoxid de azot:
4NH3 + 5O2  →  4NO + 6H2O
Majoritatea apei este condensată și gazele sunt răcite în continuare. Monoxidul de azot în care a fost produs este oxidat la dioxid de azot, după care este apoi dimerizat în tetraoxid de azot:
2NO + O2   →  2NO2
2NO2  ⇌  N2O4
și restul de apă este îndepărtat ca acid azotic.